# مارينيو بيريز
مارينيو بيريز (بالبرتغالية: Marinho Peres‏) (مواليد 19 مارس 1947) هو لاعب كرة قدم. يلعب مع منتخب البرازيل لكرة القدم. سبق له أن لعب في كأس العالم لكرة القدم مع منتخب بلاده.

## روابط خارجية
- مارينيو بيريز على موقع الاتحاد الدولي (مؤرشف)  (الإنجليزية)
- مارينيو بيريز على موقع قاعدة بيانات كرة القدم.إي يو (الإنجليزية)
- مارينيو بيريز على موقع ناشيونال فوتبول تيمز (الإنجليزية)
- مارينيو بيريز على موقع عالم كرة القدم.نت (الإنجليزية)